# Arnold Albrecht
Arnold Albrecht (* 9. Oktober 1950 in Bornhagen) war von 1990 bis 2010 Betriebsratsvorsitzender des Siemens Energy Generatorenwerks Erfurt.
Er ist Träger des Bundesverdienstkreuzes und des Verdienstordens des Freistaats Thüringen.

## Leben
Albrecht studierte 1973 Landtechnik in Nordhausen an der Ingenieurschule für Landtechnik, 1978 in Rostock und arbeitete in verschiedenen leitenden Funktionen. Unter anderem leitete er ein Ingenieurbüro und war Fachdirektor für Rationalisierung und Technologie. 1986 trat er aus der SED aus. 1989 beteiligte er sich an der friedlichen Wende in der damaligen DDR und gründete den Arbeitskreis Reformen.
Er wurde im November 1989 zum letzten BGL-Vorsitzenden seines Werkes gewählt und reformierte die Arbeitnehmervertretung. Im Frühjahr 1990 wurde er als Betriebsratsvorsitzender gewählt und hatte dieses Amt fünf Wahlperioden inne. 1990 war er Mitglied des Beirates der VK AG (Vereinigte Kraftwerke AG – heute Vattenfall). In der 1991 neu gegründeten Siemens Gesellschaft SEI übte er ein Aufsichtsratsmandat aus. Am 31. März 2010 beendete er sein aktives Arbeitsleben und trat als dienstältester Betriebsratsvorsitzender der Siemens AG in den Ruhestand.
1993 initiierte er die Gründung eines Betriebs-Pensionärsvereins. Er gehörte von 1993 bis 1998 dem bundesweiten „Arbeitskreis der Betriebsräte für Energie“ an und war zwölf Jahre ehrenamtlicher Arbeitsrichter am Arbeitsgericht Erfurt. Von 2009 bis 2011 war er berufener Bürger im Ausschuss für Wirtschaft und Beteiligungen der Landeshauptstadt Erfurt.
Am 17. Juli 2001 wurde er für seinen Kampf um den Erhalt des Werkes von Bundespräsident Johannes Rau mit dem Bundesverdienstkreuz am Bande geehrt. Für sein überdurchschnittliches ehrenamtliches Engagement und seine Verdienste für den Freistaat Thüringen wurde er am 9. Juni 2009 mit dem Verdienstorden des Freistaats Thüringen geehrt.
Albrecht ist verheiratet, hat einen Sohn und eine Tochter und wohnt in Erfurt.